# Nikolaj Latyšev
Nikolaj Gavrilovič Latyšev (in russo Николай Гаврилович Латышев?; Mosca, 22 novembre 1913 – Mosca, 18 febbraio 1999) è stato un arbitro di calcio e calciatore sovietico, dal 1992 russo.
Prima di diventare arbitro nel 1941, è stato calciatore nelle file di Elektrozavod, Stalinets e Dinamo Mosca.
Nominato arbitro internazionale nel 1952, ha diretto 4 gare dei tornei di calcio dei Giochi olimpici (1 nel 1952 e 3 nel 1956) e 6 del campionato mondiale di calcio (2 nel 1958 e 4 nel 1962), tra cui spicca la finale del campionato del mondo 1962, in Cile, tra Brasile e Cecoslovacchia. L'incontro fu disputato il 17 giugno all'Estadio Nacional di Santiago, e vide i sudamericani prevalere per 3 a 1.
Ha terminato la carriera da arbitro nel 1963.